# Schachtebich
Schachtebich est une commune allemande située dans l'arrondissement d'Eichsfeld en Thuringe.

## Géographie

Situation de Schachtebich dans l'arrondissement

Schachtebich est situé dans le nord-ouest de l'arrondissement, à la limite avec l'arrondissement de Göttingen (Basse-Saxe). La ville fait partie de la Communauté d'administration de Hanstein-Rusteberg et se trouve à 8 km à l'ouest de Heilbad Heiligenstadt.

## Histoire
Schachtebich a appartenu à l'Électorat de Mayence jusqu'en 1802 et à son incorporation à la province de Saxe dans le royaume de Prusse.
Occupé par les forces américaines en 1944, le village fut inclus dans la zone d'occupation soviétique après la Seconde Guerre mondiale avant de rejoindre le district d'Erfurt en RDA jusqu'en 1990. Schachtebich était situé à la frontière avec l'Allemagne de l'Ouest.

## Démographie
| 1910 | 1933 | 1939 | 1995 | 2000 | 2004 | 2010 |
| ---- | ---- | ---- | ---- | ---- | ---- | ---- |
| 214  | 309  | 294  | 255  | 261  | 258  | 263  |